# سیارک ۶۷۷۷
سیارک ۶۷۷۷ (به انگلیسی: 6777 Balakirev، نامگذاری:1989SV1) شش هزار و هفتصد و هفتاد و هفتمین سیارک کشف شده‌است که در ۲۶ سپتامبر ۱۹۸۹ کشف شد.
قدر مطلق سیارک برابر ۱۲٫۷۰ است.